# Liste der politischen Parteien in Gambia
Die Liste der politischen Parteien in Gambia führt die Parteien in dem westafrikanischen Staat Gambia auf.
Gambia war ein von einer Partei dominiertes Land. Aus den Parlamentswahlen 2012 ging die Alliance for Patriotic Reorientation and Construction wiederum als stärkste Kraft im Parlament hervor. Oppositionelle Parteien sind erlaubt, erlangten aber in der Vergangenheit keinen großen Einfluss. Im Jahr 2005 bildeten fünf oppositionelle Parteien, also praktisch die gesamte Opposition des Landes, eine Koalition mit dem Namen National Alliance for Democracy and Development (NADD).
Bei den Parlamentswahlen 2017 verlor die bis dahin dominierende Partei nahezu alle Sitze, während die Partei des neugewählten amtierenden Präsidenten Barrow die absolute Mehrheit der Sitze erringen konnte.
Für eine offizielle Anerkennung müssen sich Parteien bei der Independent Electoral Commission (IEC) registrieren lassen. Dafür sind unter anderem 10.000 Unterschriften von Wählerinnen und Wählern sowie eine Zahlung von einer Million Dalasi nötig.

## Parteien

### Bestehende Parteien
Derzeit (Stand 18. Juli 2021) sind 19 Parteien registriert:
- All People’s Party (APP, gegründet 2020)
- Alliance for National Reorientation and Development (ANRD, gegründet 2021)
- Alliance for Patriotic Reorientation and Construction (APRC, gegründet 1996)
- Citizens’ Alliance (CA, gegründet 2019)[5]
- Democratic Party (DP, gegründet 2021)
- Gambia Action Party (GAP, gegründet 2019)
- Gambia Alliance for National Unity (GANU, gegründet 2020)[6]
- Gambia Democratic Congress (GDC, gegründet 2016)
- Gambia for All (GFA, gegründet 2019)
- Gambia Moral Congress (GMC, gegründet 2009)
- Gambia Party for Democracy and Progress (GPDP, gegründet 2004)
- National Convention Party (NCP)
- National People’s Party (NPP, gegründet 2020)
- National Reconciliation Party (NRP)
- National Unity Party (NUP, gegründet 2020)
- People’s Alliance Party (PAP, gegründet 2022)
- People’s Democratic Organisation for Independence and Socialism (PDOIS, gegründet 1986)
- People’s Progressive Party (PPP, gegründet 1959)
- United Democratic Party (UDP, gegründet 1996)

### Ehemalige, aufgelöste Parteien
- Bathurst Young Muslims Society (BYMS)
- Common People’s Party (CPP)
- Democratic Congress Alliance (DCA, gegründet 1960, aufgelöst 1965)
- Gambia Congress Party (GCP, gegründet 1962, aufgelöst 1968)
- Gambia Democratic Party (GDP, gegründet 1951, aufgelöst 1960)
- Gambia National League (GNL)
- Gambia National Party (GNP, gegründet 1957, aufgelöst 1960)
- Gambia National Union (GNU)
- Gambia Muslim Congress (GMC, gegründet 1952, aufgelöst 1960)
- Gambia Socialist Revolutionary Party (GSRP, gegründet und verboten 1980)
- Gambian People’s Party (1954) (GPP, gegründet 1954)
- Gambian People’s Party (1967) (GPP, gegründet 1967)
- Gambian People’s Party (1987) (GPP, gegründet 1987)
- National Democratic Action Movement (NDAM, gegründet ≈2005)
- National Liberation Party (NLP, gegründet 1975, aufgelöst 1980)
- People’s Democratic Party (PDP, gegründet ≈1980, aufgelöst ≈1996)
- People’s Progressive Alliance (PPA)
- United Party (UP, gegründet 1952, aufgelöst ≈1994)

## Koalitionen
- Coalition 2016

### Ehemalige Koalitionen
- National Alliance for Democracy and Development (NADD)
  - National Democratic Action Movement (NDAM)
  - National Reconciliation Party (NRP)
  - People’s Democratic Organisation for Independence and Socialism (PDOIS)
  - People’s Progressive Party (PPP)
  - United Democratic Party (UDP)